# Мустафаева, Самира Арастуновна
Мустафа́ева Сами́ра Арасту́новна (род. 15 января 1993, Санкт-Петербург) — российская и азербайджанская гимнастка. Неоднократный призёр чемпионатов мира в командном первенстве, абсолютная чемпионка Санкт-Петербурга, мастер спорта России, гимнастка мирового класса по версии FIG. Выступала за сборную Азербайджана, позже входила в состав сборной России. Закончила карьеру в профессиональном спорте в 2013 году.

## Биография

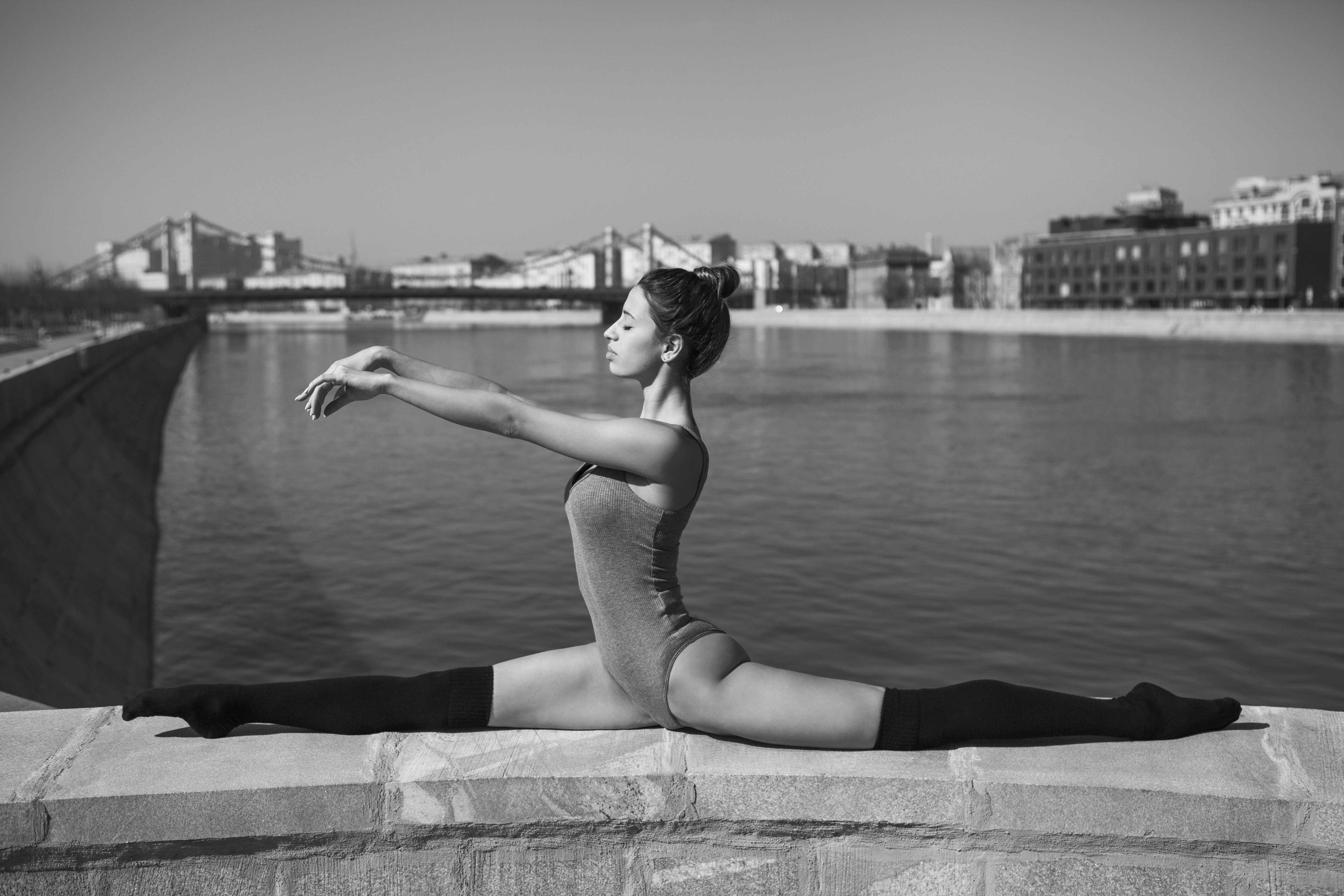

Самира Мустафаева родилась 15 января 1993 года в Санкт-Петербурге. Окончила НГУ им. П. Ф. Лесгафта. Художественной гимнастикой начала заниматься в 5 лет. В 2006 году молодую гимнастку, выступавшую на Спартакиаде, заметила тренер Сборной России Зарипова Амина Василовна. Была приглашена на сборы в Москву в Олимпийскую деревню на две недели.
Переломный момент произошел в 2007 году после знакомства с И. А. Винер-Усмановой в Новогорске, Мустафаева начала выступать за сборную Азербайджана, принимая участие в этапах Кубка мира, чемпионатах мира и Европы. За это время стала двукратным бронзовым призёром клубного чемпионата мира в Японии (2008 год, в командном и личном первенстве), бронзовым призёром чемпионата мира в Японии (2009 год, командное многоборье), бронзовым призёром чемпионата мира в Москве (2010 год, командное многоборье), и неоднократным призёром международных турниров и соревнований.
В 2012 году начала выступать за сборную Санкт-Петербурга в групповых упражнениях под руководством Быстровой Инны Валентиновны. Команда вошла в состав сборной России.
В 2017 году основала сеть студий растяжки и фитнеса SMSTRETCHING.

## Спортивные результаты
- 2008 Токио, Япония, AEON Cup. Личное многоборье, юниоры — бронза, командное многоборье — бронза.
- 2009, Миэ, Япония, чемпионат мира. Командное многоборье — бронза.
- 2010, Москва, Россия, чемпионат мира. Командное многоборье — бронза.
- 2012, Казань, Россия, чемпионат России по художественной гимнастике. Групповые упражнения. Групповое многоборье — бронза. Финалы, отдельные виды: золото (мяч); бронза (обруч, лента).
- 2012, Витория, Бразилия, международный турнир по художественной гимнастике. Многоборье — золото. Финалы, отдельные виды: золото (мяч); золото (обруч, лента).
- 2013, Казань, Россия, чемпионат России по художественной гимнастике. Групповые упражнения. Финалы, отдельные виды: серебро (булавы).